# アイアンガール FINAL WARS
『アイアンガール FINAL WARS』（アイアンガール ファイナルウォーズ）は、2019年2月16日公開の日本映画。明日花キララ主演のSFアクション映画。『アイアンガール』（2012年）、『アイアンガール ULTIMATE WEAPON』（2015年）に続くシリーズ第三作。監督脚本は第2作に続き監督・藤原健一、脚本・村川康敏の布陣で制作する。PG12指定。

## 概要
前作が韓国、アメリカ、香港、タイで上映。国内以上にアジア圏で人気を得たことから制作が決定。過去作同様、主人公だけを引き継ぎ、細かな設定や舞台背景は変更している（ただしスナッチ役のけーすけなど、一部第2作と同名のキャラクターが同じキャストで登場している）。今作では敵役に赤井沙希。シリーズ恒例となる男性相棒役に青柳尊哉。守られる女性ヒロイン役に天木じゅんが配役された。主題歌はシリーズ初めて明日花キララが担当。自ら歌いたいというのが発端だったが、「じゃあ、自分で作ってきて」と言われ、知人に頼み10日間で2曲制作したものが採用された。
題名から宣伝などでは最終作と銘打たれているが、主演の明日花は次作制作への抱負も述べている。

## ストーリー
西暦20XX年。サイボーグの存在は日常に溶け込み、人間と人工知能の共存生活は現代より一層濃密にシンクロしていた。しかし地球防衛のために開発した人工知能JUDA（ユダ）が、人間こそが地球の敵であると判断したことで、人間VSサイボーグの戦争が勃発。世界は壊滅的な状況に追い込まれた。
その戦いの中でサイボーグへと改造された早乙女クリスは、失われたかつての記憶をたどりながら戦いを続けていた。混乱のさなか、破壊兵器開発をもくろむ軍事企業「4thダイアモンド」、テロ組織「アルカロイド」、勢力に抵抗しながら平和を目指す自警団「レジスタンス」。三つ巴のの争いが始まる。

## キャスト
早乙女クリス（アイアンガール）
演 - 明日花キララ
消された記憶を取り戻すために戦うサイボーグ戦士。
- 演じる明日花の演技力向上により、シリーズ初めて感情が高ぶるシーンが用意された。ただし明日花自身は（第2作からの期間中）特に「演技は習ってない」と述べている。

ダイアナ
演 - 赤井沙希
クリスの命を狙う女性タイプの最強サイボーグ。アルカロイドに合流する。
葛木ジョー
演 - 青柳尊哉
自警団であるレジスタンス隊員。クリスを助け、ダイアナの暴走も止めようとする。
サラ
演 - 天木じゅん
戦いの鍵を握るヒロイン。少女の姿をしているが、実は「4thダイアモンド」が秘密裏に制作した「超大量破壊兵器SARA」である。
シド
演 - 龍坐

スナッチ
演 - けーすけ

敷島リョウ
演 - 仁科貴

キャンディ
演 - 平塚千瑛

ポイズン
演 - 亜紗美

ブッチ盛杉
演 - ハヤテ

道明寺博士
演 - 春田純一

## スタッフ
- 監督 - 藤原健一[10]
- 脚本 - 村川康敏
- アクション監督 - 柴原孝典
- コスチュームデザイン - JUN@1
- 音楽 - 與語一平
- 製作 - 金澤宏次、梅村昭夫、多井久晃、アントニオ・ブルワー、人見剛史
- 企画 - 斎藤正明、親松豊、鈴木祐介、角田陸、高橋宏行
- プロデューサー - 元信克則、一力健鬼、岡本慶章
- 撮影・照明 - 今井哲郎
- 録音 - 山口勉
- 美術 - 貝原クリス亮
- 衣装 - 杉本京加
- ヘアメイク - 佐藤由貴
- ガンエフェクト - 芦野弘忠
- 助監督 - 冨田大策
- 制作プロダクション - ユニオン映画
- 制作協力 - ANGLE
- アクション協力 - オフィスワイルド
- 配給 - 渋谷プロダクション
- 製作 - IRON GIRL FW製作委員会（ユニオン映画、クレイ、オールインエンタテインメント、プラステス、ワコー）

## 音楽
主題歌、挿入歌「Hikari」
歌 - 明日花キララ（配信時は「ASUKA KIRARA」名義）
挿入歌「Better Days」
歌 - 明日花キララ（配信時は「ASUKA KIRARA」名義）